# Beautiful Chaos
Beautiful Chaos è il secondo EP del girl group Katseye, pubblicato il 27 giugno 2025 per Hybe UMG e Geffen Records.
Il primo singolo hyperpop dell'EP, Gnarly, è diventato il primo ingresso del gruppo nella Billboard Hot 100. Un secondo singolo, Gabriela, di ispirazione latina, è stato pubblicato una settimana prima della data di uscita dell'EP.

## Contesto e rilascio
Dopo la formazione nel 2023, le Katseye hanno pubblicato nell'agosto 2024 il primo EP SIS (Soft Is Strong). L'EP ha ottenuto un successo moderato, entrando nella classifica Billboard 200 degli Stati Uniti e ricevendo recensioni favorevoli dalla critica. Nel marzo 2025, le Katseye sono state aggiunte ai cast dei festival Lollapalooza e Wango Tango del 2025, prima che venisse annunciata l'uscita di nuova musica.
Il 30 aprile, le Katseye hanno pubblicato Gnarly, come primo singolo per un EP allora non annunciato e la loro prima pubblicazione dai tempi di SIS (Soft Is Strong). Beautiful Chaos è stato annunciato l'8 maggio, previsto per la pubblicazione per il 27 giugno. La tracklist  è stata rivelata il 28 maggio.
Il 20 giugno, le Katseye hanno pubblicato Gabriela come secondo singolo dell'EP. Un medley dei momenti salienti è stato pubblicato il 23 giugno, rivelando frammenti e i crediti di produzione delle canzoni inedite.
L'EP completo è stato pubblicato il 27 giugno insieme al video musicale di un terzo singolo, Gameboy.

## Composizione
(Lara, Vogue Philippines)
Beautiful Chaos è composto da cinque canzoni. L'EP si apre con Gnarly, una canzone hyperpop ricavata da una demo creata da Alice Longyu Gao. Segue Gabriela, una canzone pop latina con un bridge cantato in spagnolo. Gameboy è una canzone dance-pop "sdolcinata" che ricorda il singolo del gruppo del 2024 Touch. Mean Girls è una canzone emozionante e melodica, ispirata all'R&B contemporaneo. M.I.A, traccia di chiusura del progetto, è descritta dai membri come un "banger", ed è una combinazione di elettronica e dance-pop.

## Tracce
1. Gnarly – 2:17
2. Gabriela – 3:17
3. Gameboy – 3:05
4. Mean Girls – 3:36
5. M.I.A. – 2:09

## Data di pubblicazione
| Regione | Data           | Formato                              | Etichetta        | Note          |
| ------- | -------------- | ------------------------------------ | ---------------- | ------------- |
| Mondo   | 27 giugno 2025 | CD, LP, download digitale, streaming | Hybe UMG, Geffen | [ 18 ] [ 19 ] |